# سانتياغو إرالا
سانتياغو إرالا (بالإسبانية: Santiago Irala)‏ هو لاعب كرة قدم باراغواياني في مركز الهجوم، ولد في 3 يناير 1999. لعب مع FC Porto B ‏.

## وصلات خارجية
- سانتياغو إرالا على موقع قاعدة بيانات كرة القدم.إي يو (الإنجليزية)
- سانتياغو إرالا على موقع Soccerway.com (الإنجليزية)